# Stirling

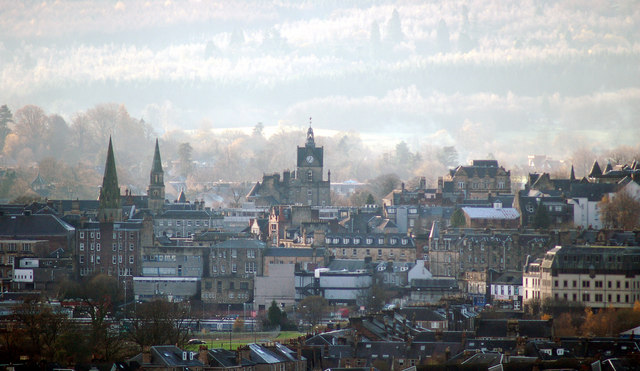
Stirling, centre de la ciutat

Stirling (en gaèlic escocès: Sruighlea en scots: Stirlin) és una ciutat d'Escòcia al Regne Unit era un antic burgh d'Escòcia i es troba al centre del Stirling council area. La ciutat està envoltada per la fortalesa del Castell de Stirling i és al costat del riu Forth. Va ser estratègicament important com la via d'entrada a les Terres Altes ("Gateway to the Highlands"). El 2008 tenia 33.710 habitants És una de les ciutats menys poblades d'Escòcia..
Va ser fundada com a burg reial (Royal burgh) pel rei David I d'Escòcia l'any 1130. El 2002,com a part del jubileu d'or de la reina Elizabeth II, Stirling obtingué l'estatus de ciutat del Regne Unit. Va ser la capital d'Escòcia i té la Gran Sala (Great Hall, restaurada el 1999) i el Palau Renaixentista (Renaissance Palace, restaurat completament el 2011). També compta amb una església medieval (Church of the Holy Rude) on el rei Jaume va ser coronat rei dels escocesos el 29 de juliol de 1567.

## Zones de Stirling
Top of the Town consta de Broad Street, Castle Wynd, Ballengeich Pass, Lower Castle Hill Road, i St Mary's Walk. Tots aquests carrers menen al Castell de Stirling i són molt visitats pels turistes.

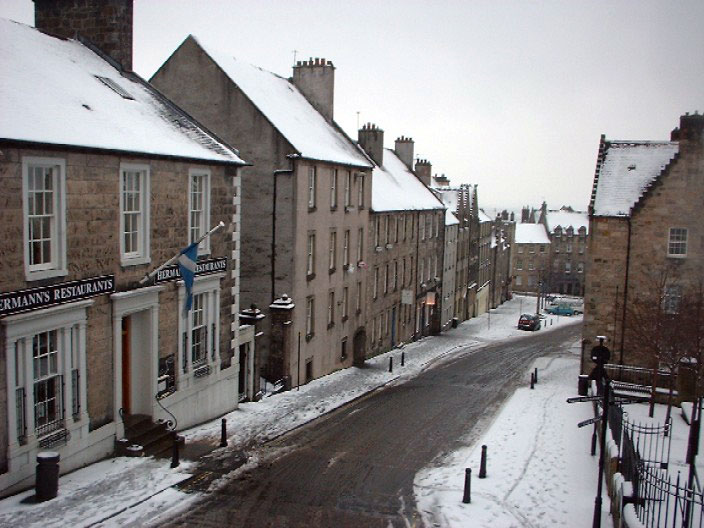
Broad Street al cor de la zona Old Town (anomenada Top of the Town pels seus habitants)

Altres zones són: Abbey Craig, Airthrey, Allan Park, Bannockburn, Borestone, Braehead, Broomridge, Burghmuir, Cambusbarron, Cambuskenneth, Causewayhead, Chartershall, Corn Exchange, Cornton, Coxethill, Craigmill,, Craig Leith, Cultenhove, Forthbank, Gillies Hill, Gowan Hill,, Hillpark, Kenningknowes, Kildean, King's Park, Laurelhill, Livilands, Loanhead, Mercat Cross, Raploch, Randolphfield, Riverside, Spittal Hill, Springkerse, St. Ninians, Torbrex, Whins of Milton, Viewforth, Wolfcraig, Car-d.